# Ed Tapscott
Edward Ed Tapscott (Washington D. C., 11 de junio de 1953) es un exentrenador de baloncesto estadounidense que dirigió durante una temporada de forma interina a los Washington Wizards de la NBA. Desde 2007 ocupa el cargo de Director de Desarrollo Deportivo en dicho equipo.

## Trayectoria deportiva

### Universidad
Jugó durante cuatro temporadas en los Jumbos de la Universidad Tufts, en las que promedió 5,0 asistencias por partido, siendo con 355 pases de canasta el séptimo mejor de la historia de la universidad en ese apartado estadístico.

### Entrenador y dirigente deportivo
Comenzó su carrera como entrenador ejerciendo de asistente en la Universidad Americana en 1978, puesto que ocupó durante cuatro temporadas, cuando fue promocionado a entrenador principal. Dirigió al equipo durante 8 temporadas, en las que consiguió 109 victorias y 117 derrotas.
Tras dejar el puesto, entró a formar parte del equipo directivo de los New York Knicks, donde llegó a ser presidente y general manager de la franquicia. Posteriormente trabajó como ejecutivo en Milwaukee Bucks, Phoenix Suns y Charlotte Bobcats.
En 2007 fue contratado como Director de Desarrollo Deportivo de los Washington Wizards, y poco después se hizo cargo del banquillo de forma interina tras la destitución de Eddie Jordan. Dirigió al equipo durante 71 partidos, logrando únicamente 18 victorias.

## Estadísticas
| Equipo             | Temp.   | P  | V  | D  | %V-D | Finalizó | PP | VP | DP | %V-DP | Resultado |
| ------------------ | ------- | -- | -- | -- | ---- | -------- | -- | -- | -- | ----- | --------- |
| Washington Wizards | 2008-09 | 71 | 18 | 53 | .254 |          |    |    |    |       |           |
| Total              |         | 71 | 18 | 53 | .254 |          |    |    |    |       |           |